# Акмолинский уезд
Акмо́линский уе́зд (до 1898 года — Акмо́линский о́круг) — административная единица в составе Области Сибирских Киргизов, Акмолинской области, Омской губернии и Акмолинской губернии. Центр — город Акмолинск.

## Административное деление  округа
В 1835 г. в округе насчитывалось 15 казахских волостей с населением 71262 человек: Токийская, Тналинская, Каракесекская, Тортуульская, Ораз-Темешевская, Бурчинская, Темешевская, Сары-Муратовская,Сайдалинская, Таминская, Айткожинская, Алтын-Жагабайлинская, Алтаевская, Тараклинская , Карпыковская и одно русское поселение с 9 домами.
- Инеле Тунгатаровская
- Кареке Алтаевская
- Муюн Алтаевская
- Теналы карпыкавская
- Айтхожа Карпыковская
- Алысай-Алтаевская
- Байдалы Алтаевская
- Кыргыз Туртугульской
- Темешевские[2]

Список о волостях Акмолинского округа 1841г. 
|    | Звание волостей                                                                | Какое число в каждой волости |         |
| -- | ------------------------------------------------------------------------------ | ---------------------------- | ------- |
|    |                                                                                | Аулов                        | кибиток |
| 1  | Старшего султана полковника КунурКульджи Худаймендина с братьями и теленгутами | 9                            | 370     |
| 2  | Инеле Тунгатаровская                                                           | 8                            | 436     |
| 3  | Кареке Алтаевская                                                              | 7                            | 352     |
| 4  | Муюн Алтаевская                                                                | 7                            | 386     |
| 5  | Теналы Карпыковская                                                            | 8                            | 416     |
| 6  | Соединенные две волости в одну под названием Айтхожа Карпыковской              | 10                           | 620     |
| 7  | Алысай Алтаевская                                                              | 6                            | 322     |
| 8  | Часть тараклинских киргиз                                                      | 2                            | 46      |
| 9  | Темешевские                                                                    | 2                            | 22      |
| 10 | Байдалы Алтаевской волости, кочующие с Теналинскою волостью                    | 2                            | 33      |
| 11 | Кыргыз Туртугульской                                                           | 1                            | 32      |
| 12 | Джатаки                                                                        | 3                            | 24      |

## Административное деление уезда
В 1913 году в уезде было 13 волостей и 1 станица: Алексеевская, Благодатная, Михайловская, Николаевская, Никольская, Ново-Георгиевская, Ново-Черкасская, Оксановская, Приречная, Рождественская, Санниковская, Семеновская, Черниговская волости и станица Акмолинская.
В 1926 году волостей было 18:
1. Асан-Кайгинская волость (центр — рудник Успенский),
2. Акмолинская волость,
3. Азатская волость (центр — с. Алексеевка),
4. Воровская волость (центр — с. Н.-Черкасское),
5. Еременская волость (центр — с. Николаевка),
6. Ишимская волость (центр — с. Н.-Черкасское),
7. Калининская волость (центр — с. Нецветаевское),
8. Карагандинская волость (центр — с. Долинское),
9. Коммунистическая волость (центр — с. Николаевка),
10. Кургальджинская волость (центр — аул Беспаевский),
11. Нуринская волость (центр — с. Черниговское),
12. Объединенная волость (центр — с. Киевское),
13. Промышленная волость (центр — с. Б.-Михайловка),
14. Революционная волость (центр — г. Акмолинск),
15. Сар-Аркинская волость (центр — с. Захаровское),
16. Сары-Суйская волость (центр — урочище Ата-Су),
17. Троцкая волость (центр — с. Алексеевка),
18. Эркиншилыкская волость (центр — с. Нецветаевское).

## История
В 1829 году султан Конуркульджа Кудаймендин обратился к российскому правительству с жалобой на участившиеся набеги и грабежи со стороны отрядов султанов Касыма и Саржана и просьбой образовать в управляемых им волостях внешний округ при урочище Акмола. Генерал-губернатор Западной Сибири Вельяминов И. А. распорядился командировать для закладки крепости и основания Акмолинского округа подполковника Ф. Шубина — коменданта Петропавловской крепости. Крепость была заложена на правом берегу реки Ишим, в центре степи. Официальное открытие Акмолинского окружного приказа состоялось 22 августа 1832 года. Главным султаном Акмолинского внешнего округа был назначен Коныркулжа торе Кудаймендиулы, заместителем — Арыстан торе Коныркулжаулы. В Акмолинский внешний округ вошли волости: Тока-Карпык, Тинали Карпык, Кареке Алтай, Киргиз Тортуыл, Темеш, Сарымурат, Сайдалы Алтай, Айткожа Карпык, Тама, Жагалбайлы, Алтай, Таракты, Тунгатар. 
В мае 1838 года восставшие казахи под руководством Кенесары Касымова осадили Акмолинскую крепость и уничтожили её. Укрепление было восстановлено лишь после подавления восстания Кенесары-хана.
16 июня 1862 года Акмолинскому укреплению, занимавшему видное место в системе сибирских укреплений, был дан статус окружного города.
В 1868 году создана Акмолинская область, Акмолинский округ стал одним из её четырёх округов. В 1898 году стал именоваться Акмолинским уездом.
В 1918 году Акмолинская область переименована в Омскую область, которая в 1920 переименована в Омской губернию. В 1921 году Акмолинский уезд был передан в Акмолинскую губернию Киргизской АССР, в составе которой и оставался до своего упразднения в 1928 году.

## Население
В 1839 году 67081 человек.
По данным переписи 1897 года в уезде проживало 185,1 тыс. чел. В том числе казахи — 89,9 %; русские — 5,0 %; украинцы — 2,8 %. В уездном городе Акмолинске проживало 9688 чел.
Аргыны 67 % в казахском населении (куандык, канджигалы)..

## Главы

### Старшие султаны округа
- Конуркулджа Кудаймендин (1832—1842), (1845—1849)[11]
- Ибрай Жаикпаев (18-)

### Начальники Акмолинского уезда
- Парвицкий Николай Иванович (с 14 декабря 1879г. - ноябрь 1882г.)
- Троицкий А.И., подполк. (=1891-94=)
- Михайлов, ст. сов. (1901-?),
- Нехорошков (=03.1906-09.1908=)
- Тихонов, помощник-врид. (=08.1913=).
- А.С.Веретенников (=1914-16=)
- Иванов (?-03.1917);
- Надеждин Порфирий Викторович (=04-05.1919=)[12]